# サン・マルティーノ・イン・ペンシリス
サン・マルティーノ・イン・ペンシリス（イタリア語: San Martino in Pensilis）は、イタリア共和国モリーゼ州カンポバッソ県にある、人口約4,800人の基礎自治体（コムーネ）。

## 地理

### 位置・広がり

#### 隣接コムーネ
隣接するコムーネは以下の通り。括弧内のFGはフォッジャ県（プッリャ州）所属を示す。
- カンポマリーノ
- キエウティ (FG)
- グリオネージ
- ラリーノ
- ポルトカンノーネ
- ロテッロ
- セッラカプリオーラ (FG)
- ウルーリ